# Jeff Dunham: Spark of Insanity
Jeff Dunham: Spark of Insanity is de tweede special van komiek en buikspreker Jeff Dunham. De show was opgenomen in Washington D.C. De dvd kwam uit op 17 september 2007.

## Karakters
- Walter, een oude Vietnamoorlog-veteraan met een houding. Hij houdt niet van zijn vrouw (die nog geen naam heeft) en houdt ervan om Dunham op zijn fouten te wijzen.
- Achmed the Dead Terrorist (debuut), een bijdehante zelfmoordterrorist die niet goed is in zijn baan. Hij is bang van Walter, deels omdat hij vindt dat zijn winderigheid machtiger is dan mosterdgas.
- Melvin the Superhero Guy (debuut), een superheld met gelimiteerde krachten. Zijn “vaardigheden” zijn vliegen en röntgenogen, alleen kan hij niet door siliconen kijken. Zijn grootste vijand is Pinokkio. Zijn zwakheden zijn koekjes en porno, hoewel niet op dezelfde tijd, zoals hij zegt: “ik heb een hand vrij nodig!” Als Dunham vraagt hoe ver hij kan vliegen, antwoordt hij “Hoever kun je me gooien?”
- Peanut, een paarse woozle die lijkt op een aap. Hij draagt een schoen aan zijn linkervoet. Hij is de grappenmaker van de groep. Als José in zijn buurt is, richt Peanut zijn grappen vooral op hem.
- José Jalapeño on a Stick, een jalapeño op een stok of “steek” zoals hij zegt met een sombrero en een Mexicaans accent. Hij treedt samen op met Peanut.